# ادعاء المتهم (فلم)
ادعاء المتهم (بالإنجليزية: Alibi) هو فيلم غموض وتحقيق بريطاني لعام 1931 من إخراج ليزلي س.هسكوت وبطولة أوستن تريفور وفرانكلين ديال وإليزابيث ألين
وقد تم إنتاج هذا الفيلم من مسرحية عام 1928 بنفس الاسم كتبها مايكل مورتون والذي بدوره اقتبسها عن رواية أجاثا كريستي مقتل روجر أكرويد والتي تتميز بمحققها البلجيكي الشهير هيركيول بوارو
قال أوستن تريفور مرة واحدة أنه يتكلم مثل بوارو لأنه يُحسن التحدث بلكنة فرنسية. وكان هذا الفيلم الأول من ثلاثية أفلام إلى بوارو يليه القهوة السوداء في العام نفسه، وموت اللورد إدجوير في عام 1934، وكلها من بطولة تريفور بدور بوارو

## بطولة
- أوستن تريفور بدور هيركيول بوارو
- فرانكلين ديال السير روجر أكرويد بدور
- إليزابيث ألان بدور أورسولا براون
- ج. ه. روبرتس بدور الدكتور شيبارد
- جون ديفيريل بدور اللورد هاليفورد
- رونالد وارد بدور رالف أكرويد
- مريم جيرولد بدور السيدة أكرويد
- مرسيا سوينبرن بدور كارايل شيبارد
- هارفي برابان بدور المفتش ديفيس
- كلير سلموا
- ديانا بومونت
- إيرل غراي

## روابط خارجية
- مقالات تستعمل روابط فنية بلا صلة مع ويكي بيانات